# Scleromastax brachypygia
Scleromastax brachypygia är en insektsart som beskrevs av Marius Descamps 1973. Scleromastax brachypygia ingår i släktet Scleromastax och familjen Euschmidtiidae. Inga underarter finns listade i Catalogue of Life.